# ترانسفورماتور زیگزاگ

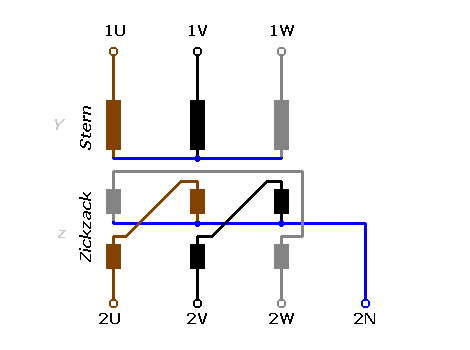
نحوه اتصال زیگزاگ در ترانسفورماتور را نشان می‌دهد.

ترانسفورماتور زیگزاگ (انگلیسی: Zigzag transformer) ترانسفورماتوری صنعتی با اتصال زیگزاگ یا ستاره شکسته در سمت سیم‌پیچ طرف ثانویه است. این نوع اتصال مخصوص ترانسفورماتورها است و در دیگر تجهیزات برقی استفاده نمی‌شود و باعث کاهش جریان‌های هارمونیک می‌شود و نقطه خنثی بدون اتصال زمین را در ترانسفورماتور فراهم می‌سازد.

## نحوه اتصال
از این اتصال فقط در سمت ثانویه ترانسفورماتور استفاده می‌شود. همان گونه که در تصویر هم نمایان است ابتدا هر یک از بوبین‌های طرف ثانویه را به دو بوبین مساوی تقسیم می‌شود. در این صورت شش بولین به وجود می‌آید. یک بخش از بوبین‌ها بالایی یا پایینی اتصال ستاره می‌شود و زانگاه ادامه هر بوبین متصل به ستاره در جهت مخالف سری می‌شود. طرفی که سرهای سیم‌پیچ سری شده است نقطه خنثای ترانس به شمار می‌رود و می‌توان سیم نول را مطابق شکل به آن وصل کرد.